# 吉井山朋一郎
吉井山 朋一郎（よしいやま ともいちろう、1924年3月3日 - 没年不明）は、福岡県田川郡糸田町出身で出羽海部屋に所属した大相撲力士。本名は吉井 朋一郎（よしい ともいちろう）。最高位は西前頭11枚目（1951年5月場所、1953年3月場所）。現役時代の体格は182cm、92kg。得意手は右四つ、突っ張り、叩き込み。

## 来歴・人物
旧制田川中学時代から相撲で鳴らしており、興亜専門学校（現在の亜細亜大学）から紅陵大学（現在の拓殖大学）へと進んだ。紅陵大時代には1947年の第2回石川国体や全国学生相撲選手権大会で優勝を飾るなど活躍した。卒業と同時に出羽海部屋へ入門し、1948年5月場所にて幕下14枚目格付出で初土俵を踏んだ。戦後初の大学出身力士である。
初土俵から3場所目となる1949年1月場所で幕下優勝し、翌5月場所で十両昇進、いきなり東十両4枚目に上がって10勝を挙げて同年9月場所で新入幕を果たした。期待に違わぬスピード出世は、経歴も含め当時の話題となった。
しかし突っ張って叩くだけ（四つ身もあるにはあったが）の単調な取り口で、相撲を覚えられると出世も頭打ちになり、約4年半もの間幕内下位に留まったままだった。1954年5月場所で十両に下がってからは十両と幕内との往復が続き、さらに1957年9月場所、西前頭22枚目の位置で5勝10敗と負け越したのを最後に再入幕は果たせなかった。そして、1959年11月場所では幕下にまで陥落。
同場所以降は休場を続け、東幕下46枚目に在位した1960年3月場所を以って、36歳で引退した。
引退後は、年寄・阿武松から関ノ戸を襲名し出羽海部屋付きの親方として後進の指導に当たっていたが、1966年7月場所限りで廃業した。
その後、遊園地の守衛などを務めたというが、晩年の消息は不明である。

## エピソード
吉井山は、取組以外での話題の方で有名だった。吉井山が土俵に上がると、蔵前国技館に駆けつけた母校・紅陵大の応援団が「オース」という声援を送り、ひところの国技館名物となっていた。さらに数々の奇行でも知られ、特に兄弟子で年齢も近い出羽錦が絡んだ逸話は有名である。例えば、
- 氷と魚の入った樽に塩を入れてかき混ぜたものを出してきた出羽錦が「この中に3分間手を突っ込めたら金を出そう」とけしかけた。周囲の取的たちはすぐに音を上げたが吉井山だけは3分間もってみせた。収まらない出羽錦は時間をごまかしたがそれでも吉井山は突っ込み続けて懸賞をせしめた。
- ちゃんこを食べ終えたのを見計らった出羽錦が水の入った一升瓶を持ってきて、これを飲んだら懸賞をやろうという。吉井山は平然と飲み干したが出羽錦はさらに一升瓶を2本持ってきて、これを飲めば懸賞を増やすという。吉井山は断らずこれも飲み干してしまった。
- 冬の川を歩いて渡ったら金を出すといった出羽錦の挑戦を受けて立ち、平気な顔をして渡って見せた。
- 移動用の船を待つ港で防波堤まで泳いで戻ってこいと言われたがこれも達成した。

さながら若手お笑い芸人が無理難題に挑戦させられるバラエティー番組のような話だが、吉井山は出羽錦の挑戦をことごとくクリアして懸賞をせしめ、出羽錦を降参させたのだという。
また、1959年5月場所、東十両14枚目だった吉井山は14日目まで7勝7敗。その晩、後援者と酒を飲んで泥酔。翌日目を覚まして今日が千秋楽と知らされ、ヨタヨタと駆けつけた時はすでに遅く、新十両の大鵬の不戦勝になり、相撲を取らぬまま不戦敗で負け越したというエピソードもある。なお、この場所以降、勝ち越しが出来ないまま引退することになった。
取組ではなぜか平幕の二瀬山（最高位が前頭2枚目）に弱く、10戦全敗だった。
尚、彼が居た頃の大相撲では時折前頭が20枚目以上付くほどに幕内力士が多かった為か、最高位が前頭10枚目以下の力士の中では幕内在位数、幕内勝利数並びに敗戦数が最も多い。

## 主な成績・記録
- 通算成績：300勝351敗39休1分　勝率.461
- 幕内成績：165勝225敗14休1分　勝率.423
- 現役在位：49場所
- 幕内在位：27場所
- 各段優勝
  - 幕下優勝：1回（1949年1月場所）

## 場所別成績
| | 一月場所 初場所（東京） | 三月場所 春場所（大阪） | 五月場所 夏場所（東京） | 七月場所 名古屋場所（愛知） | 九月場所 秋場所（東京） | 十一月場所 九州場所（福岡） |
| --- | ----------------------- | ----------------------- | ----------------------- | --------------------------- | ----------------------- | --------------------------- |
| 1948年 （昭和23年） | x                       | x                       | 東幕下付出14枚目 4–2    | x                           | 西幕下7枚目 4–2         | x                           |
| 1949年 （昭和24年） | 東幕下2枚目 優勝 11–1   | x                       | 東十両4枚目 10–5        | x                           | 東前頭19枚目 8–7        | x                           |
| 1950年 （昭和25年） | 東前頭14枚目 6–9        | x                       | 東前頭16枚目 5–10       | x                           | 東前頭21枚目 8–7        | x                           |
| 1951年 （昭和26年） | 西前頭16枚目 9–6        | x                       | 西前頭11枚目 5–10       | x                           | 西前頭14枚目 5–10       | x                           |
| 1952年 （昭和27年） | 西前頭17枚目 9–6        | x                       | 西前頭11枚目 2–13       | x                           | 東前頭19枚目 6–9        | x                           |
| 1953年 （昭和28年） | 西前頭19枚目 11–4       | 西前頭11枚目 7–8        | 西前頭12枚目 5–10       | x                           | 西前頭15枚目 6–9        | x                           |
| 1954年 （昭和29年） | 西前頭17枚目 6–9        | 西前頭21枚目 6–9        | 西十両2枚目 9–6         | x                           | 東前頭18枚目 8–7        | x                           |
| 1955年 （昭和30年） | 西前頭14枚目 4–10 1痛分 | 東前頭20枚目 5–10       | 西十両3枚目 11–4        | x                           | 東前頭18枚目 8–7        | x                           |
| 1956年 （昭和31年） | 西前頭16枚目 0–7–8      | 東十両筆頭 10–5         | 西前頭17枚目 10–5       | x                           | 西前頭13枚目 3–12       | x                           |
| 1957年 （昭和32年） | 西前頭19枚目 9–6        | 東前頭12枚目 2–7–6      | 西前頭21枚目 7–8        | x                           | 西前頭22枚目 5–10       | 東十両2枚目 1–11–3          |
| 1958年 （昭和33年） | 東十両12枚目 7–8        | 東十両13枚目 7–8        | 西十両14枚目 7–8        | 東十両15枚目 8–7            | 西十両11枚目 4–11       | 西十両22枚目 8–7            |
| 1959年 （昭和34年） | 西十両19枚目 8–7        | 東十両19枚目 8–7        | 東十両14枚目 7–8        | 東十両15枚目 6–9            | 東十両20枚目 5–10       | 東幕下3枚目 休場 0–0–8      |
| 1960年 （昭和35年） | 西幕下30枚目 休場 0–0–8 | 東幕下46枚目 引退 0–0–8 | x                       | x                           | x                       | x                           |
| 各欄の数字は、「勝ち-負け-休場」を示す。 優勝 引退 休場 十両 幕下 三賞：敢=敢闘賞、殊=殊勲賞、技=技能賞 その他：★=金星 番付階級：幕内 - 十両 - 幕下 - 三段目 - 序二段 - 序ノ口 幕内序列：横綱 - 大関 - 関脇 - 小結 - 前頭（「#数字」は各位内の序列） |                         |                         |                         |                             |                         |                             |

### 幕内対戦成績
| 愛知山 | 5    | 2  | 朝若     | 1    | 0 | 東海   | 4    | 1  | 愛宕山         | 0  | 1     |  |  |  |
| 安念山 | 0    | 0※ | 泉洋     | 3    | 3 | 岩風   | 2    | 0  | 及川           | 0  | 1     |  |  |  |
| 大岩山 | 8    | 1  | 大内山   | 0    | 1 | 大瀬川 | 2    | 3  | 大田山         | 1  | 0     |  |  |  |
| 大ノ海 | 1    | 1  | 大ノ浦   | 0    | 2 | 大昇   | 2    | 6  | 大蛇潟         | 2  | 9     |  |  |  |
| 甲斐錦 | 2    | 0  | 甲斐ノ山 | 1    | 5 | 神生山 | 2    | 1  | 神錦           | 10 | 10(1) |  |  |  |
| 起雲山 | 1    | 0  | 北ノ洋   | 6(1) | 3 | 清恵波 | 5    | 15 | 鬼竜川         | 3  | 0     |  |  |  |
| 九州錦 | 3    | 8  | 国登     | 1    | 6 | 鯉ノ勢 | 1    | 1  | 小坂川         | 3  | 2     |  |  |  |
| 琴ヶ濱 | 2    | 4  | 琴錦     | 1    | 4 | 櫻國   | 6(1) | 1  | 潮錦           | 3  | 6     |  |  |  |
| 嶋錦   | 2    | 4  | 清水川   | 1    | 3 | 大天龍 | 2    | 7  | 大龍           | 2  | 0     |  |  |  |
| 高錦   | 1    | 0  | 太刀風   | 1    | 0 | 楯甲   | 2    | 0  | 鶴ヶ嶺         | 2  | 2     |  |  |  |
| 輝昇   | 2    | 3  | 十勝岩   | 1    | 1 | 時津山 | 1    | 2  | 時錦           | 0  | 2(1)  |  |  |  |
| 豊登   | 1    | 1  | 七ッ海   | 1    | 2 | 名寄岩 | 1    | 2  | 白龍山         | 1  | 3     |  |  |  |
| 緋縅   | 8(1) | 7  | 備州山   | 1    | 4 | 平鹿川 | 1    | 2  | 広瀬川         | 4  | 7     |  |  |  |
| 福ノ海 | 0    | 2  | 福ノ里   | 3    | 2 | 藤田山 | 1    | 3  | 二瀬山         | 0  | 9     |  |  |  |
| 双ツ龍 | 2    | 4  | 不動岩   | 1    | 3 | 星甲   | 2    | 3  | 前ノ山(佐田岬) | 2  | 1     |  |  |  |
| 松登   | 0    | 1  | 三根山   | 0    | 2 | 緑國   | 3(1) | 1  | 宮錦           | 3  | 4     |  |  |  |
| 豊山   | 1    | 0  | 吉田川   | 5    | 6 | 芳ノ里 | 1    | 2  | 芳野嶺         | 2  | 4     |  |  |  |
| 米川   | 1    | 2  | 若嵐     | 0    | 1 | 若潮   | 0    | 1  | 若瀬川         | 0  | 4     |  |  |  |
| 若ノ海 | 0    | 1  | 若羽黒   | 0    | 2 | 若葉山 | 3    | 8  | 若前田         | 1  | 1     |  |  |  |

※他に安念山と痛分が1つある。

## 改名歴
- 吉井山 朋一郎（よしいやま ともいちろう）1948年5月場所 - 1956年5月場所
- 吉井山 一郎（よしいやま いちろう）1956年9月場所 - 1957年5月場所
- 吉井山 朋一郎（よしいやま ともいちろう）1957年9月場所 - 1960年3月場所

## 年寄変遷
- 阿武松 朋一郎（おうのまつ ともいちろう）1960年3月 - 1963年11月
- 関ノ戸 朋一郎（せきのと ともいちろう）1963年11月 - 1966年7月